# Przełęcz Hanuszowska (Góry Tokajsko-Slańskie)
Przełęcz Hanuszowska (słow. Hanušovske sedlo) – przełęcz w północnej (słowackiej) części Gór Tokajsko-Slańskich. 835 m n.p.m. 
Skrzyżowanie pieszych szlaków turystycznych: 
 Ruská Nová Ves – Tri Chotáre – Przełęcz Hanuszowska – Čierna hora – przełęcz Červená mlaka – przełęcz Grimov laz – Makovica – Mošník – Przełęcz Herlańska – Lazy – Przełęcz Slańska – Slanec
 Pavlovce – Przełęcz Hanuszowska – Sigord
Źródła: 
- Rudolf Buday, Ľudmila Citoríková, Zdeněk Šír (red.) Slanské vrchy. Dargov. Turistická mapa. 1:50.000, 1. vydanie, Vojenský Kartografický Ústav š.p., Harmanec 1999, ISBN 80-8042-018-1.
- Juraj Kordováner, Zdeněk Šír (red.) Slanské vrchy. Veľká Domaša. Turistická mapa. 1:50.000, 2. vydanie, VKÚ a.s., Harmanec 2003, ISBN 80-8042-017-3.